# Cockentrice
A cockentrice (más írásmóddal cockentryce) a középkori konyha egyik, mai szemmel nézve talán különös fogása, húsétele volt, mely úgy készült, hogy egy malac felsőtestét összevarrták egy kappan vagy pulyka alsótestével, és az így létrehozott „kimérát” sütötték meg a kívánt módon, egyéni ízlés szerint fűszerezve, esetleg megtöltve. Számos különféle elkészítési receptje maradt fenn, ezekben a töltelékhez leginkább kenyeret, tojást, birkafaggyút, a fűszerezéshez gyömbért, petrezselymet, fekete borsot és sáfrányt használtak, de ismeretes olyan recept is, melyben a töltelékbe sertésmáj, fenyőmag és ribizli is került. Létezett olyan változata is, melyhez a kappan vagy pulyka felső részét varrták össze a malac alsó részével, de úgy tűnik, mintha ezt a változatot ritkábban készítették volna.
Az ételféleség eredete a középkorig nyúlik vissza, a forrásai között ott szerepel a brit királyság Tudor-dinasztiája is. Egy 1425-ből származó ételsorban már szerepel a cockentrice is.
Kialakulásában minden bizonnyal szerepet játszott az is, hogy a főúri lakomák szervezői nemcsak a vendégsereg jóllakatását tűzték ki célul, de az egybegyűltek szórakoztatását, ehhez pedig igazán alkalmasak lehettek a több állatból összeállított, és különlegességként feltálalt sültek. Hasonló indíttatás szülhette az olyan fogásokat, melyeknél egy nagyobb testméretű állatba kisebb testű állatot töltöttek bele, úgy, hogy ez utóbbiakba még kisebb állatokat töltöttek és a végeredményt megsütve, egyben tálalták fel. Hasonló ételek több nemzet főúri lakomáin is előfordulhattak, talán legismertebb közülük az angol nyelvterületen ma is ismert turducken. Ennek neve ugyancsak több állat nevének összeforrasztásából jött létre, és arra utal, hogy előbb egy csirkét (chicken) töltenek bele egy kacsába (duck), majd az egészet egy pulykába (turkey) töltik és úgy sütik meg, majd tálalják fel.

## Elnevezése
A cockentrice (néha cockentryce) írásmóddal, csak az egyik változata az étel európai elnevezéseinek. Felbukkan a név cokagrys vagy cotagres formában is, ami a kakast jelentő "cock" és a szopósmalacot jelentő grys angol szavak egyesítésével jött létre. Ugyanerre az ételféleségre vonatkoznak más forrásokban a koketris, cocagres, cokyntryche, cockyntryce és cokantrice elnevezések is. Magyar neve az ételnek nem ismeretes.

## Fordítás
Ez a szócikk részben vagy egészben  a   Cockentrice című angol Wikipédia-szócikk fordításán alapul.  Az eredeti cikk szerkesztőit annak laptörténete sorolja fel. Ez a jelzés csupán a megfogalmazás eredetét és a szerzői jogokat jelzi, nem szolgál a cikkben szereplő információk forrásmegjelöléseként.